# Sparre av Hjulsta och Ängsö
Sparre av Hjulsta och Ängsö, högfrälseätt med gods huvudsakligen i Mälarlandskapen. Ätten har fått sitt tillnamn efter gården Hjulsta i Enköpings-Näs socken i Uppland samt Ängsö i Västmanland. Stamfadern Birger är endast känd genom barnens patronymikon. Svenskt Diplomatariums huvudkartotek över medeltidsbreven identifierar Nils Birgersson (Sparre av Fyllingarum) som tillhörig ätten Sparre av Hjulsta och Ängsö.  vilket kan tolkas som att ätten Sparre av Fyllingarum kan ses som en utgrening av Sparre av Hjulsta och Ängsö.

## Några medlemmar av ätten
1. Birger
2. Fader Birgersson, känd 1327-1349.
  1. Sven Fadersson, känd 1345-1358, häradshövding, gift med Ragnhild Filipsdotter (Lindöätten).
    1. Elin Svensdotter. Gift med mecklenburgska riddaren Johan von Schönberg som levde ännu 1394
    2. Katarina Svensdotter. Gift med Halsten Petersson (båt) till Äpplaholm och Släthult, väpnare och domhavande i Småland, i hans andra gifte, han hade tidigare varit gift med Kristina Jonsdotter.[2]
    3. Fader Svensson, gift med Katarina, dotter till Amund Hatt

  2. Bengt Fadersson, känd 1343-1364.
    1. Ulf Bengtsson, känd 1378, död mellan 1405 och 1412. Gift med NN Håkansdotter (Halsten Peterssons ätt) [3]
      1. Märta Ulfsdotter, död 1448, gift med Gustav Algotsson (Sture tre sjöblad).
      2. Sigge Ulfsson, känd 1425, dog 1463, biskop i Strängnäs.
      3. Gustaf Ulfsson, känd 1427-1471, riddare, riksråd, gift med Kristina Folkadotter (Rossviksätten).
      4. Fader Ulfsson, känd 1435-1479, riddare, riksråd, gift med Elin Nilsdotter (Natt och Dag), dotter till Nils Bosson (Natt och Dag).
        1. Bengt Fadersson, känd 1475-1496, riksråd. Gift med Hillevi Axelsdotter. (Brahe, danska ätten).[4]
          1. Dotter Anna Bengtsdotter (död 1561), känd 1504-1520, gift med Sten Turesson (Bielke).[4]
          2. Son Knut Bengtsson (död 1522), känd 1511, dog 1522, riksråd, gift med Kristina Eriksdotter (Gyllenstierna). [4]
            1. Hillevi Knutsdotter (död 1547-1548), gift med Arvid Trolle (död 1549). [4]
            2. Bengt, död ung.[4]
            3. Erik, död ung. Levde möjligen 1540. [4]
            4. Knut, död ung.[4]

        2. Nils Fadersson, son till Fader Ulfsson, känd 1465-1495, riddare, riksråd, gift med Kristina Nilsdotter (Oxenstierna).
          1. Fader Nilsson, känd 1511-1516, häradshövding, gift med Bodil Knutsdotter (Tre Rosor av Mörby).
            1. Görvel Fadersdotter, född ca. 1517, dog 1605, gift med 1. Peter Nilsson (Grip), d. 1533; 2. Truid Ulfstand, d. 1545; 3. Lave Brahe, d. 1567.